# Piotr Skierski
Piotr Sylwester Skierski (ur. 30 grudnia 1971 w Rybniku) – polski tenisista stołowy.
Syn Mariana Józefa i Stefanii Chowaniak. Skierski jest absolwentem Technikum Górniczego oraz Akademii Wychowania Fizycznego w Gdańsku (studia zaoczne).
Tenisista stołowy (182 cm, około 72 kg), reprezentant Górnika Czerwionka (1980–1992) i Euromirexu Radom (1993–1995). Później przez kolejne lata grał w Austrii i w Niemczech. Skierski był jednym z najlepszych tenisistów stołowych młodego pokolenia. 8-krotny mistrz Polski: w grze podwójnej (1991, 1993, 1994, 1995, 1996 - z L. Błaszczykiem) i mieszanej (1990, 1992 z Djaczyńską i 1997 z Nowacką) i 3-krotny wicemistrz Polski w grze pojedynczej (1993, 1995, 1996). Złoty medalista Akademickich MŚ w grze podwójnej (1994), Międzynarodowy Mistrz Belgii, brązowy medalista mistrzostw Europy (1996), wicemistrz Europy w drużynie (1998). Olimpijczyk z Barcelony (1992). Żonaty. Mieszka i gra w Portugalii (ADC Ponta do Pargo).
Piotr Skierski jako jeden z nielicznych polskich pingpongistów pokonał słynnego Jana-Ove Waldnera.